# ميامي
ميامي (بالإنجليزية: Miami)‏ هي مدينة كبرى تقع في جنوب شرق ولاية فلوريدا في الولايات المتحدة الأمريكية، تكنى بـ (The Magic City) وتعني (مدينة السحر). تعتبر ثاني أكبر مدينة في فلوريدا (بعد مدينة جاكسونفل) حيث تبلغ مساحتها 139.86 كيلومتراً مربعاً. وهي أكبر مدن (مقاطعة ميامي ديد. عدد سكانها 3828955 نسمة (عام 2007). تعتبر ميامي مركزاً اقتصادياً وثقافياً هاماً في المنطقة.
ميامي مدينة رائدة في التجارة والاقتصاد والثقافة والترفيه والتعليم والتجارة العالمية، في عام 2008 قامت مجلة فوربس بتصنيفها كأنظم مدينة أمريكية، وفي عام 2009 نشر الـ UBS أن ميامي هي أغنى مدينة أمريكية.

## التركيبة السكانية
المدينة هي الموطن الأصلي لأقل من ثلث السكان في جنوب فلوريدا، وهي المدينة رقم 42 في الكثافة السكانية في الولايات المتحدة، كانت منطقة ميامي العاصمة والتي تتضمن ميامي ديد وبروارد ومقاطع بالم بيتش والذي يبلغ عدد سكانها مجتمعة 5.5 مليون شخص، تصنف في المرتبة السابعة في أكبر المدن في الولايات المتحدة، وهي أكبر منطقة حضرية في جنوب شرق الولايات المتحدة. ويشكل المنحدرون من أصل كوبي النسبة الأكبر من سكان ميامي.

## اللغات
حسب عام 2000، اعتبر أن 66.75% من السكان يتحدثون الأسبانية في حين أن الذين يتحدثون الإنجليزية يشكلون فقط 25.45٪.
ويشكل المتحدثون بالفرنسية 0.76% من السكان، واللغات الأخرى التي تتحدث بها في جميع أنحاء المدينة تشمل البرتغالية 0.41٪، الألمانية 0,18٪، الإيطالية 0.16٪، العربية 0.15٪، 0.11% الصينية واليونانية 0,08% من السكان. وتمتلك ميامي واحد من أعلى النسب في الولايات المتحدة للسكان الذين يتحدثون لغات أخرى غير الإنجليزية بنسبة (74.55٪) حسب عام 2000

## طقس
| البيانات المناخية لـميامي 1981−2010                                      | البيانات المناخية لـميامي 1981−2010 | البيانات المناخية لـميامي 1981−2010 | البيانات المناخية لـميامي 1981−2010 | البيانات المناخية لـميامي 1981−2010 | البيانات المناخية لـميامي 1981−2010 | البيانات المناخية لـميامي 1981−2010 | البيانات المناخية لـميامي 1981−2010 | البيانات المناخية لـميامي 1981−2010 | البيانات المناخية لـميامي 1981−2010 | البيانات المناخية لـميامي 1981−2010 | البيانات المناخية لـميامي 1981−2010 | البيانات المناخية لـميامي 1981−2010 | البيانات المناخية لـميامي 1981−2010 |
| الشهر                                                                    | يناير                               | فبراير                              | مارس                                | أبريل                               | مايو                                | يونيو                               | يوليو                               | أغسطس                               | سبتمبر                              | أكتوبر                              | نوفمبر                              | ديسمبر                              | المعدل السنوي                       |
| ------------------------------------------------------------------------ | ----------------------------------- | ----------------------------------- | ----------------------------------- | ----------------------------------- | ----------------------------------- | ----------------------------------- | ----------------------------------- | ----------------------------------- | ----------------------------------- | ----------------------------------- | ----------------------------------- | ----------------------------------- | ----------------------------------- |
| الدرجة القصوى °ف (°م)                                                    | 88 (31)                             | 89 (32)                             | 93 (34)                             | 96 (36)                             | 96 (36)                             | 98 (37)                             | 100 (38)                            | 98 (37)                             | 97 (36)                             | 95 (35)                             | 91 (33)                             | 89 (32)                             | 100 (38)                            |
| متوسط درجة الحرارة الكبرى °ف (°م)                                        | 76.4 (24.7)                         | 78.1 (25.6)                         | 80.3 (26.8)                         | 83.2 (28.4)                         | 87.0 (30.6)                         | 89.5 (31.9)                         | 90.9 (32.7)                         | 91.0 (32.8)                         | 89.3 (31.8)                         | 86.2 (30.1)                         | 81.7 (27.6)                         | 77.9 (25.5)                         | 84.3 (29.1)                         |
| المتوسط اليومي °ف (°م)                                                   | 68.2 (20.1)                         | 70.2 (21.2)                         | 72.6 (22.6)                         | 75.8 (24.3)                         | 79.9 (26.6)                         | 82.7 (28.2)                         | 84.1 (28.9)                         | 84.2 (29.0)                         | 82.9 (28.3)                         | 79.9 (26.6)                         | 74.9 (23.8)                         | 70.5 (21.4)                         | 77.2 (25.1)                         |
| متوسط درجة الحرارة الصغرى °ف (°م)                                        | 59.9 (15.5)                         | 62.3 (16.8)                         | 64.9 (18.3)                         | 68.3 (20.2)                         | 72.9 (22.7)                         | 76.0 (24.4)                         | 77.3 (25.2)                         | 77.4 (25.2)                         | 76.5 (24.7)                         | 73.5 (23.1)                         | 68.1 (20.1)                         | 63.0 (17.2)                         | 70.0 (21.1)                         |
| أدنى درجة حرارة °ف (°م)                                                  | 28 (−2)                             | 27 (−3)                             | 32 (0)                              | 39 (4)                              | 50 (10)                             | 60 (16)                             | 66 (19)                             | 67 (19)                             | 62 (17)                             | 45 (7)                              | 36 (2)                              | 30 (−1)                             | 27 (−3)                             |
| معدل هطول الأمطار إنش (مم)                                               | 1.62 (41)                           | 2.25 (57)                           | 3.00 (76)                           | 3.14 (80)                           | 5.34 (136)                          | 9.67 (246)                          | 6.50 (165)                          | 8.88 (226)                          | 9.86 (250)                          | 6.33 (161)                          | 3.27 (83)                           | 2.04 (52)                           | 61.9 (1٬573)                        |
| متوسط الأيام الممطرة (≥ 0.01 in)                                         | 6.9                                 | 6.5                                 | 7.0                                 | 6.4                                 | 10.0                                | 16.4                                | 16.9                                | 18.9                                | 17.9                                | 12.7                                | 8.4                                 | 7.2                                 | 135.2                               |
| ساعات سطوع الشمس الشهرية                                                 | 219.8                               | 216.9                               | 277.2                               | 293.8                               | 301.3                               | 288.7                               | 308.7                               | 288.3                               | 262.2                               | 260.2                               | 220.8                               | 216.1                               | 3٬154                               |
| المصدر: NOAA (extremes 1895−present, sun 1961–1990), The Weather Channel |                                     |                                     |                                     |                                     |                                     |                                     |                                     |                                     |                                     |                                     |                                     |                                     |                                     |

## توأمة

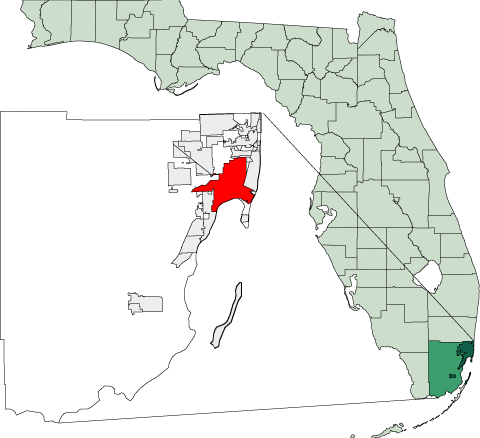
موقع مدينة ميامي بولاية فلوريدا

- كولومبيا، بوغوتا ،كولومبيا. منذ 1971
- ليما، البيرو. 1977
- بيونس أيرس، الأرجنتين. 1979
- سانتياغو، تشيلي. 1986
- جمهورية الدومينيكان، سانتو دومينغو 1987
- كاغوشيما، اليابان. 1990
- بورت أو برنس، هايتي.1991
- مدريد، أسبانيا. 1997
- كينغداو، الصين. 2005
- سالفادور، البرازيل. 2006
- أغادير، المغرب